# Louis I. de Bourbon, prince de Condé

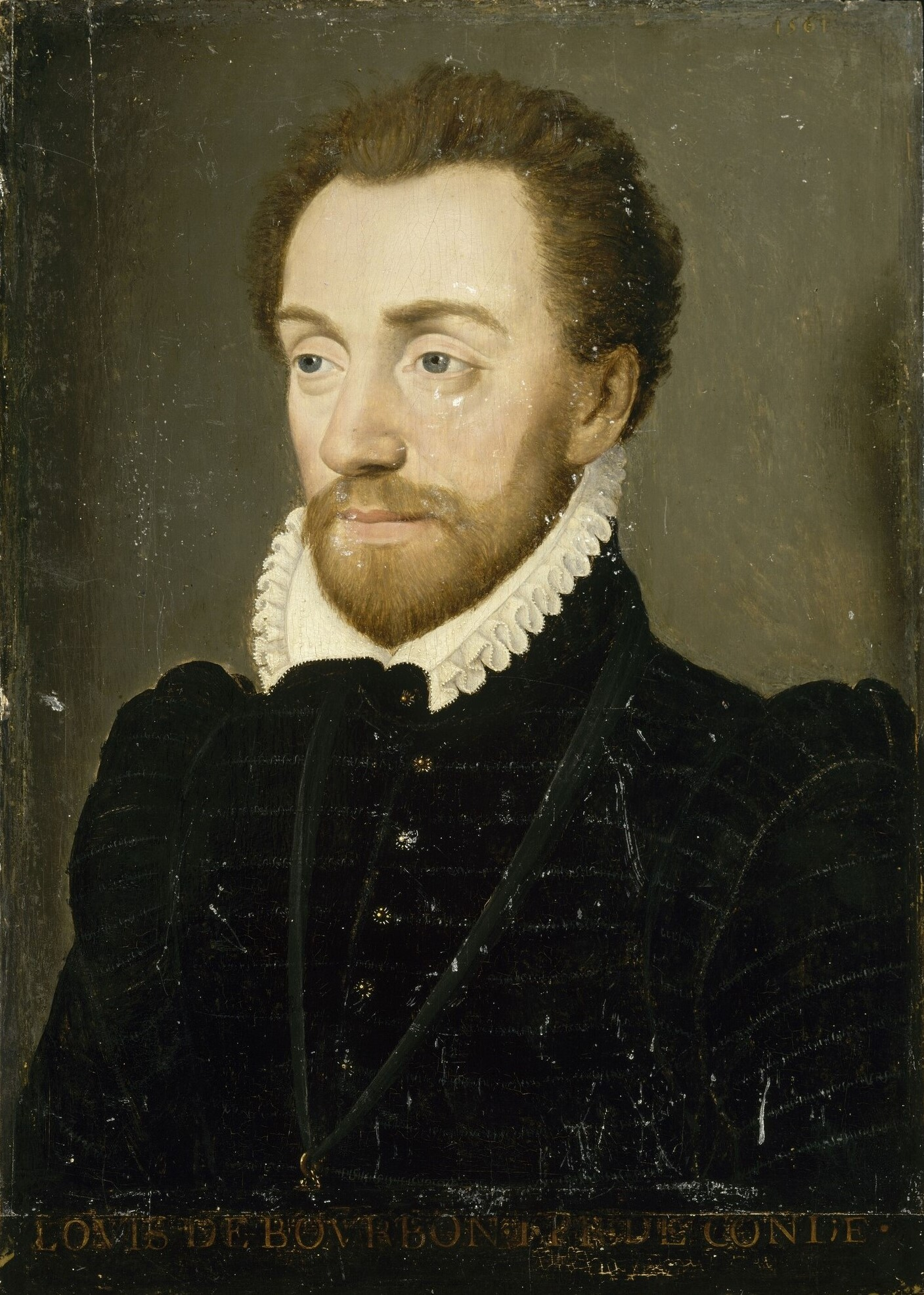
Louis I. de Bourbon, Porträt eines anonymen Malers im Schloss Versailles

Louis I. de Bourbon, Fürst von Condé (* 7. Mai 1530 in Vendôme; † 13. März 1569 in der Schlacht bei Jarnac) war ein französischer Feldherr und Begründer des Hauses Condé, einer Seitenlinie des Hauses Bourbon. Nach seinem Übertritt zum Protestantismus führte er die calvinistische Partei während der Hugenottenkriege. Er war neben dem König von Navarra ein Prinz der hugenottischen Linie der französischen Könige.

## Leben
De Bourbon war der sechste und jüngste Sohn von Charles, Herzog von Vendôme und Françoise d’Alençon (1490/91–1550). Er war an den Feldzügen der Armeen Heinrichs II. beteiligt und kämpfte 1552 bei der Belagerung der Festung Metz und im Jahr 1557 in der Schlacht von Saint-Quentin gegen die Spanier. Nach dem Tode Heinrichs II. stieg de Bourbon ab 1559 zum militärischen Führer der Hugenotten auf. Diese suchten einen Heerführer, der entschlossener auftrat als sein Bruder, der König von Navarra Antoine de Bourbon. Er brauchte hingegen deren Unterstützung für seine eigenen politischen Ziele. Als Prinz von Geblüt versuchte er, eine bedeutende Rolle im Königreich zu spielen. Nach der Verschwörung von Amboise wurde er im Frühjahr 1560 verhaftet, konnte jedoch aus dem Gericht entfliehen. Er wurde im Sommer erneut verhaftet und am 26. November zum Tode verurteilt. Dieses Urteil wurde durch den plötzlichen Tod des Königs Franz II. am 5. Dezember 1560 hinfällig und nicht vollstreckt. Die neue Regentin Catherina von Medici brauchte seine Unterstützung als Gegengewicht zu den Ansprüchen, die das Haus Guise gegen ihren Sohn auf den Thron erhob.
Als im März 1562 an den Hugenotten in Wassy ein Massaker verübt worden war, besetzte de Bourbon im Gegenzug Orléans und marschierte weiter nach Paris. Er wurde jedoch von François de Guise am 19. Dezember 1562 bei Dreux gefangen genommen und handelte 1563 das Edikt von Amboise aus, das den Hugenotten eine gewisse religiöse Toleranz garantierte. Drei Jahre herrschte Frieden doch 1567 brach der Krieg erneut aus (Surprise de Meaux), de Bourbon wurde in der Schlacht von Jarnac von dem Hauptmann Joseph François de Montesquiou getötet.

## Familie und Nachkommen
De Bourbon war ein Onkel Heinrichs IV. von Frankreich. Er war zweimal verheiratet.
1551 heiratete er Éléonore de Roye, Gräfin von Roucy (1535–1564), Erbin von Conti. Mit ihr hatte er folgende Kinder:
- Henri I. (1552–1588), Fürst von Condé
- Marguerite (1556–?), jung verstorben
- Charles (1557–1558), Graf von Valéry
- François (1558–1614), Fürst von Conti
- Louis (1562–1563), Graf von Anisy
- Charles II. (1562–1594), Erzbischof von Rouen
- Madeleine (1563–1563)
- Catherine (1564–?), jung verstorben

Aus einer Affäre mit Isabelle de la Tour de Limeuil ging ein Sohn hervor:
- Nicolas (1564–1625), Herr von Marsac (Perigord)

1565 heiratete er Françoise d’Orléans-Longueville (1549–1601), Tochter von François d’Orléans-Longueville, Marquis de Rothelin, aus dem Haus Orléans-Longueville. Mit ihr hatte er folgende Kinder:
- Charles (1566–1612), Graf von Soissons
- Louis (1567–1568)
- Benjamin (1569–1573)

## Publikationen (Auswahl)
- Louis I. de Bourbon, prince de Conde: Reqveste presentee av Roy et a la Royne par le trivmvirat.: Auec la response saicte par monseigneur le prince de Conde. Paris 1562 (archive.org).
- Prince de Condé Louis I. de Bourbon: Mémoires de Louis De Bourbon, contenant ce qui s’est passé de plus mémorable en France pendant les années 1559 à 1564. Band 6. Paris 1839, S. 541 ff. (Textarchiv – Internet Archive).